# Maladera engana
Maladera engana är en skalbaggsart som beskrevs av Brenske 1902. Maladera engana ingår i släktet Maladera och familjen Melolonthidae. Inga underarter finns listade i Catalogue of Life.